# ویرووانی
ویرووانی (به لاتین: Věrovany) یک منطقهٔ مسکونی در جمهوری چک است که در شهرستان اولوموتس واقع شده‌است.
 ویرووانی ۱۷٫۸۱ کیلومتر مربع مساحت و ۱٬۳۹۴ نفر جمعیت دارد و ۲۰۶ متر بالاتر از سطح دریا واقع شده‌است.